# Séversk
Séversk (en ruso: Се́верск) es una ciudad del óblast de Tomsk, Rusia, situada a 15 kilómetros al noroeste de Tomsk, a la orilla derecha del río Tom. La ciudad cuenta con una población de 108.500 habitantes (censo de 2010). Fue fundada en 1949 como Pyaty Pochtovy (Пя́тый Почто́вый) hasta 1954 y renombrada después Tomsk-7 (Томск-7) hasta 1992. Recibió el estatus de ciudad en 1956.
Séversk es la sede del Grupo Siberiano de Empresas Químicas, fundado en 1954, que incluye varios reactores nucleares y plantas químicas para la separación, enriquecimiento y reprocesamiento de uranio y plutonio. En 1993 tuvo lugar en Séversk un grave accidente nuclear cuando hizo explosión un tanque con una solución altamente radiactiva.

## Historia
Los primeros restos de habitabilidad en la zona corresponden a unos monjes de la Iglesia Ortodoxa Rusa que se asentaron para construir un monasterio en 1605. Pese a ello Séversk nació como una ciudad planificada y cerrada, con el motivo de la implantación de la Empresa Química Siberiana (SGCE). El 26 de marzo de 1949 el Consejo de Ministros de la Unión Soviética fundó la ciudad, junto a la próxima Tomsk, y la empresa comenzó a producir uranio altamente enriquecido y plutonio. El nuevo complejo industrial fue llamado en un principio Empresa Trans-Ural Glavpromstroya, también conocida como planta 816, y la ciudad era conocida como "Puesto de correos número 5", debido a que en el momento de la construcción de la planta llevaba ese número de buzón. Sólo en 1992 se hizo público el nombre de la ciudad, que previamente fue conocida como Pyaty Pochtovy (Пя́тый Почто́вый) hasta 1954 y Tomsk-7 (Томск-7) hasta 1992.

### Ciudad secreta
Al igual que otras muchas ciudades en la Unión Soviética, Séversk fue una ciudad secreta creada con fines científicos. El Presidente Borís Yeltsin decretó, en 1992, que este tipo de ciudades podían usar sus nombres históricos. La ciudad no aparecía en los mapas oficiales durante el régimen soviético, ya que había instalaciones secretas y Tomsk-7, como era conocida la ciudad, era en realidad un código postal que indicaba que el lugar se encontraba a cierta distancia de la ciudad de Tomsk.
Durante años, los habitantes tuvieron restringida su capacidad para entrar y salir de la ciudad. Para salir de Séversk, los habitantes tenían que dejar sus pases de entrada en los puestos de control y tenían terminantemente prohibido hablar de su lugar de trabajo y residencia. En 1987 se eliminaron algunas restricciones debido al notable número de residentes que trabajaban o estudiaban en Tomsk.
Pese a retirar ciertas condiciones del secretismo sobre Séversk, la ciudad permaneció cerrada para los no residentes. Séversk tenía seis puntos de control donde los visitantes debían mostrar su documentación. Los permisos para visitar la ciudad solo los entregaban las autoridades competentes en relación con la visita de una institución o un familiar. Antes de mayo de 2007, los visitantes debían rellenar una solicitud en una oficina especial en Tomsk. Este régimen fue modificado y los visitantes pueden solicitar su documento de entrada en el puesto principal de control.

### Explosión nuclear en Tomsk-7
El 6 de abril de 1993 se produjo un accidente nuclear en el Complejo de Reprocesamiento de Tomsk-7 cuando estalló un depósito subterráneo que contenía materiales nucleares líquidos de desecho lanzando al exterior una nube de gas radiactivo debido al vertido de ácido nítrico sobre un tanque de uranio durante el proceso de separación de plutonio. En un primer momento, el Organismo Internacional de Energía Atómica (OIEA) y el Gobierno ruso aseguraron que el accidente apenas tuvo daños apreciables en el medio ambiente, pero horas después 1000 km² habían sido contaminados. La revista TIME identificó la explosión de Tomsk-7 como uno de los 10 "peores desastres nucleares del mundo" y el gobierno ruso aseguró que era el peor accidente nuclear ocurrido tras la catástrofe de Chernóbil.
Tras el acuerdo de marzo de 2003 entre Rusia y Estados Unidos para cerrar los tres reactores de producción de plutonio que aún estaban activos, dos de los tres reactores (los dos que están situados en Séversk) fueron cerrados.

## Galería

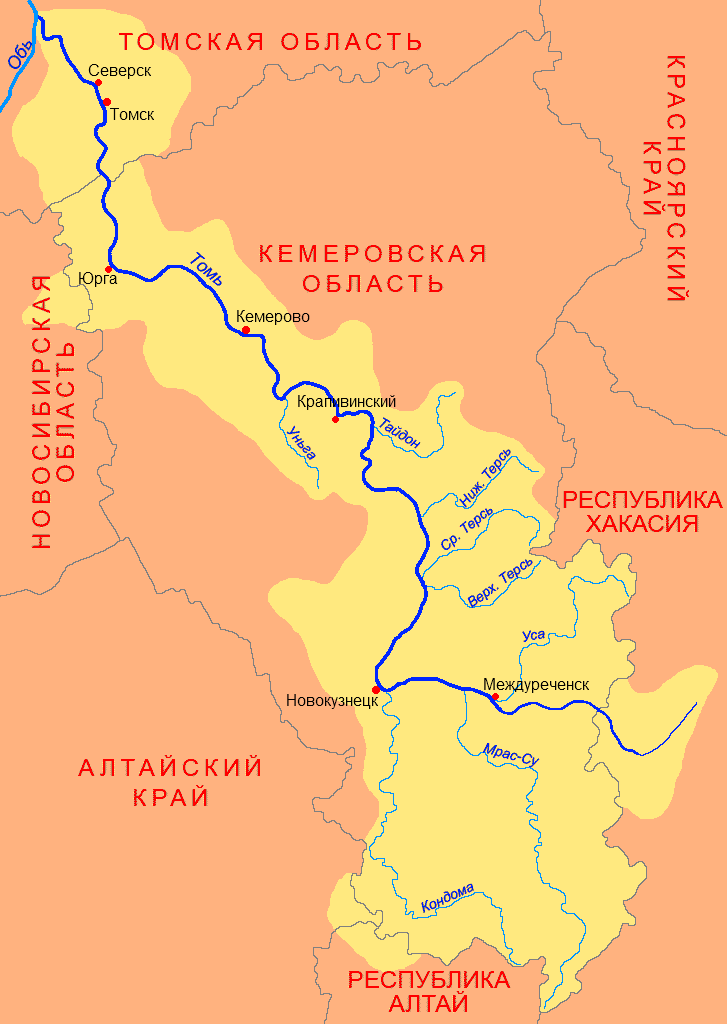
Séversk (Се́верск) en mapa del río Tom
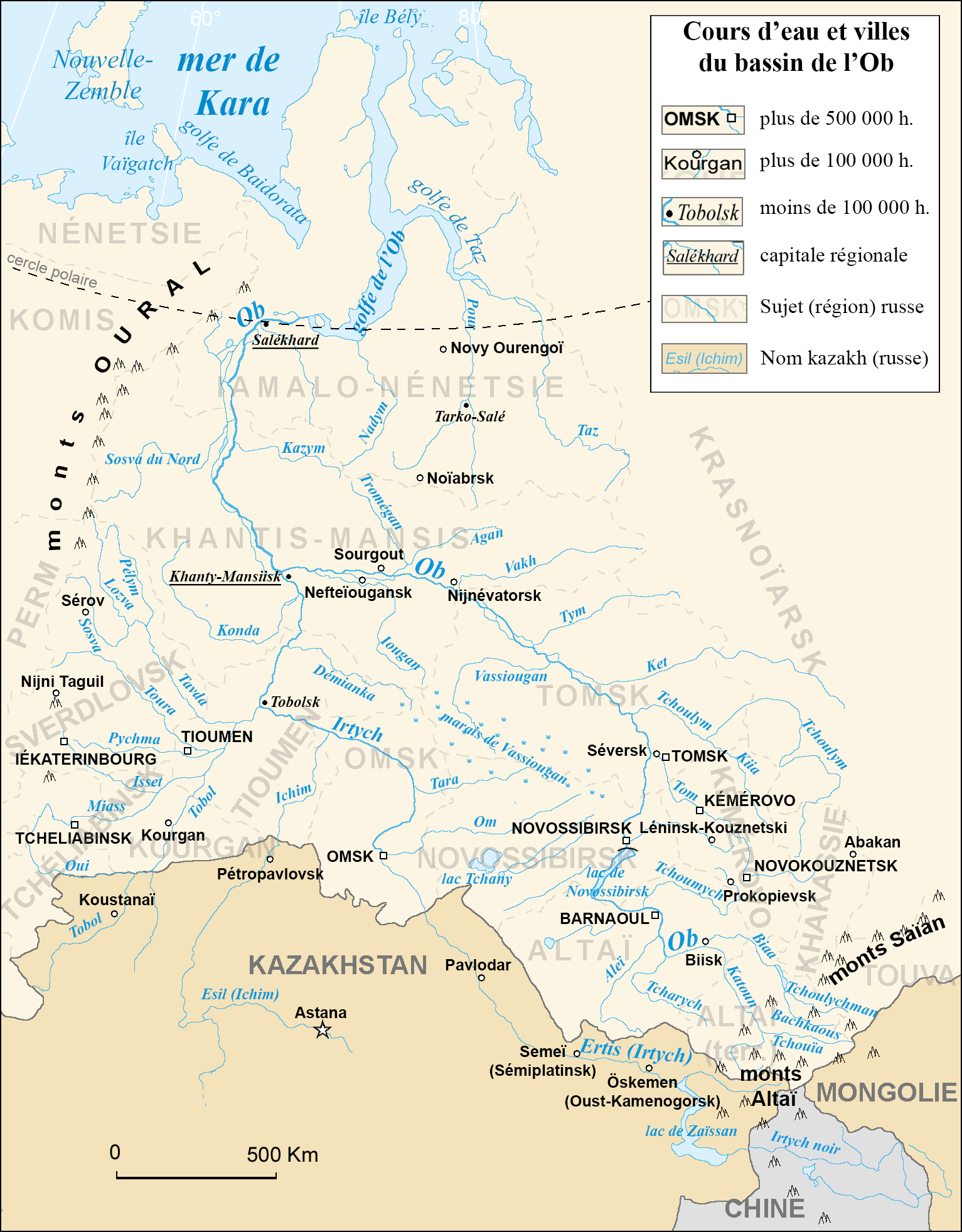
Séversk en mapa del Obi
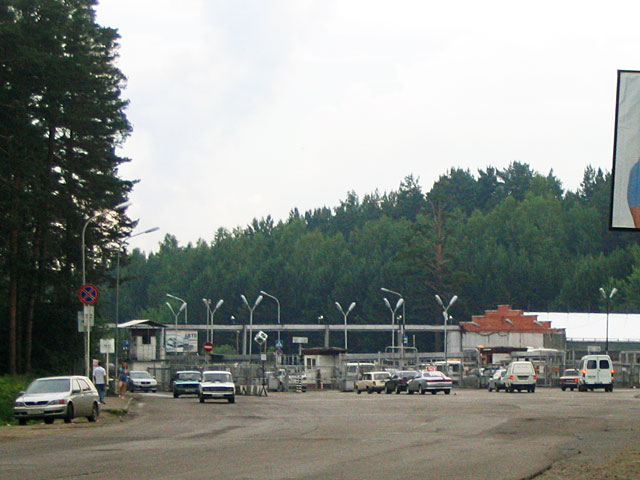
Punto de control principal, Séversk